# Altengamme
Altengamme, Hamburg-Altengamme — dzielnica miasta Hamburg w Niemczech, w okręgu administracyjnym Bergedorf. 
1 kwietnia 1938 na mocy ustawy o Wielkim Hamburgu włączony w granice miasta.